# Twickenham
Twickenham – dzielnica Londynu, położona w zachodniej części miasta, około 16 km od centrum, na terenie gminy Richmond upon Thames. Do czasu utworzenia regionu Wielkiego Londynu w 1965 roku było to samodzielne miasto, należące do hrabstwa Middlesex.
Na terenie dzielnicy znajduje się Twickenham Stadium – piąty pod względem wielkości stadion w Europie i drugi w całej Wielkiej Brytanii (zaraz za Wembley Stadium, także zlokalizowanym w Londynie).